# Elymnias panthera
Elymnias panthera är en fjärilsart som beskrevs av Fabricius 1787. Elymnias panthera ingår i släktet Elymnias och familjen praktfjärilar. Inga underarter finns listade i Catalogue of Life.

## Bildgalleri

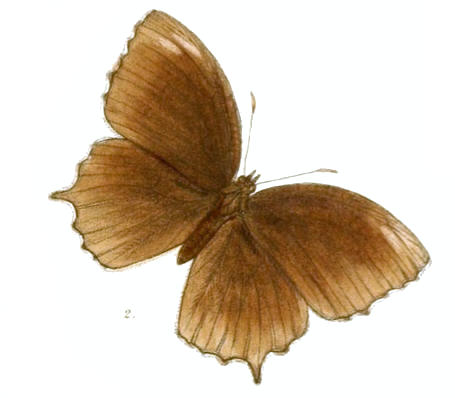
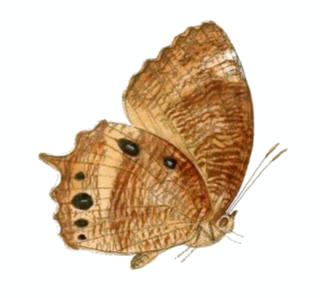
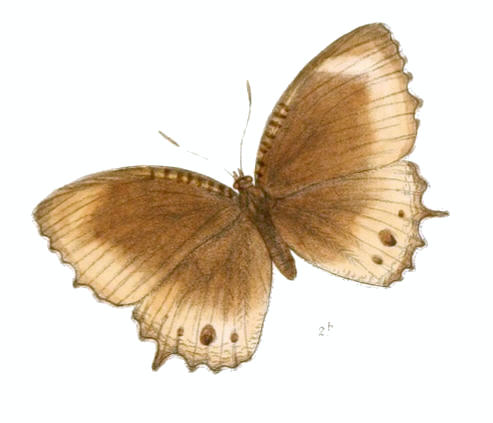